# Eva Jiroušková
Eva Jiroušková (2. května 1931 Praha – 8. ledna 2015 Praha) byla česká herečka.

## Život
Po absolutoriu studia herectví na Divadelní fakultě Akademie múzických umění v Praze (1951) nastoupila do svého prvního angažmá v Kladně (1951–1971), v letech 1971–1991 byla členkou souboru pražského Divadla E. F. Buriana. Na obou scénách prošla škálou dívčích a ženských rolí domácího i světového divadelního repertoáru, její všestranné herecké umění vyniklo např. v postavách Julie (Romeo a Julie, 1956), Heleny (R.U.R., 1958), Nory (H. Ibsen, 1959), Ofélie (Hamlet, 1964), Jany z Arku (G. B. Shaw, Svatá Jana, 1968) a Kasandry (E. Vilanová, Pénelopa, 1988).
Od počátku padesátých let 20. století úspěšně spolupracovala s filmem, rozhlasem a televizí, v roce 2009 jí byla udělena Cena Františka Filipovského za celoživotní mistrovství v dabingu. Byla dvakrát vdaná, koncem 50. let je v titulcích k filmům uváděna pod jménem svého druhého manžela jako Eva Rokosová nebo Eva Jiroušková-Rokosová.

## Divadelní role, výběr

### Národní divadlo Praha
- 1949 E. Rostand: Cyrano z Bergeracu, Druhý učeň (j. h.), Tylovo divadlo, režie František Salzer

### Městské oblastní divadlo na Kladně
- 1951 J. K. Tyl: Fidlovačka, Lidunka (alternace Ludmila Hošková), režie Zdeněk Jaromír Vyskočil
- 1952 Jurij Burjakovskij: Lidé, bděte, Lída Plachá, režie Kamil Bláhovec
- 1953 A. N. Ostrovskij: Kdo hledá, najde, Raisa Panfilovna Peženovová, režie Eva Foustková
- 1955 Molière: Lakomec, Mariana, režie Antonín Dvořák
- 1956 W. Shakespeare: Sen noci svatojánské, Titanie, režie Evžen Sokolovský
- 1957 V. Nezval: Manon Lescaut, Modesta, režie Jiří Budínský
- 1958 K. Čapek: R. U. R., Helena Gloryová, Robotka Helena, režie Evžen Sokolovský

### Městské divadlo Kladno
- 1959 Eugène Labiche, V+W (adaptace): Slaměný klobouk, Klára, režie Evžen Sokolovský
- 1959 H. Ibsen: Nora, titulní role, režie Karel Lhota
- 1960 F. Schiller: Úklady a láska, Luisa, režie Jutta Klingbergová j. h.
- 1961 A. Jirásek: Lucerna, Mladá kněžna (alternace Zdenka Zeithamlová), režie Jaroslav Nezval
- 1961 A. S. Puškin, Jiří Janovský (dramatizace): Evžen Oněgin, Taťána, režie Jiří Škobis
- 1962 V. Vančura: Josefina, titulní role, režie Jan Grossman
- 1963 Ray Lawler: Léto sedmnácté panenky, Pearl Cunninghamová, režie Vítězslav Vejražka j. h.
- 1964 L. Stroupežnický: Naši furianti, Markýtka, režie Jiří Škobis

### Divadlo Jaroslava Průchy Kladno
- 1964 W. Shakespeare: Hamlet, Ofélie, režie Antonín Dvořák
- 1965 T. Williams: Tramvaj do stanice Touha, Stella, režie Eva Sadková j. h.
- 1966 Bratři Mrštíkové: Maryša, titulní role (alternace Božena Franková), režie Jiří Škobis
- 1966 W. Shakespeare: Zkrocení zlé ženy, Kateřina, režie Jiří Škobis

### Divadlo Jaroslava Průchy Kladno–Mladá Boleslav
- 1967 Miloš Šrámek: Dopis od Kornélie, MUDr. Irena Finková, režie Jiří Škobis
- 1968 J. Vrchlický: Noc na Karlštejně, Alena (alternace Jiřina Bohdalová, Jana Gýrová, Jaroslava Obermaierová), režie Gerik Císař (v létě 1968 byla inscenace hrána na nádvoří hradu Karlštejn; v nastudování Jiřího Dohnala z let 1971, 1972 a 1973 pro scénu Karlštejn obsazena do role Alžběty)
- 1968 G. B. Shaw: Svatá Jana, titulní role (alternace Svatava Hubeňáková), režie Antonín Dvořák
- 1969 J. K. Tyl: Tvrdohlavá žena a zamilovaný školní mládenec, Madlenka, režie Gerik Císař
- 1970 A. P. Čechov: Višňový sad, Charlotta, režie Antonín Dvořák
- 1971 C. Goldoni: Mirandolína, titulní role, režie Jiří Dohnal

### Divadlo E. F. Buriana Praha
- 1972 H. Ibsen: Peer Gynt, Zelená, Anitra (alternace Miriam Hynková), režie Josef Mixa
- 1973 William Motley Inge: Zastávka, Grace, režie Jiří Dalík
- 1974 F. S. Fitzgerald: Kdyby všichni listonoši…, Charlotta Frostová (alternace Viola Zinková), režie František Miška j. h.
- 1975 B. Brecht: Žebrácká opera, Peachumová, režie Evžen Sokolovský
- 1976 Viktor Rozov: Čtyři kapky, Čaškinová, režie Josef Pala
- 1977 T. Williams: Sestup Orfeův, Dolly Hammová, režie Jiří Dalík
- 1978 P. Turrini: Nejbláznivější den, Marcelina, režie Rudolf Vedral
- 1979 G. B. Shaw: Dům zlomených srdcí, Hesiona, režie Rudolf Vedral
- 1980 B. Pekić: Jak zaříkávat upíra, Marta, režie Srdjan Klećak j. h.
- 1981 Molière, Z. Hořínek (adaptace): Doktorská komedie aneb Jak se léčí panny, Martinka, režie Jiří Fréhar
- 1982 W. Shakespeare: Konec vše napraví, Vdova florentská, režie Jiří Fréhar
- 1983 M. Stoniš: Jezulátko, Matka, režie Jiří Fréhar
- 1984 V. Dyk, E. F. Burian (dramatizace): Krysař, Paní Froschová, režie Jan Bartoš
- 1985 C. Goldoni: Poprask na laguně, Paní Libera (alternace Zuzana Fišárková), režie Rudolf Vedral
- 1986 J. Čejka: Na kůži se neumírá, Sestra Marta, režie Jiří Fréhar
- 1988 Ester Vilarová: Pénelopa, Kasandra, režie Josef Pala
- 1989 Zaharia Stancu, Jarmila Cmíralová (dramatizace): Šatra, Sina, režie Miloš Horanský j. h.
- 1990 E. De Filippo: Manželství po italsku, Rosalie Solimene, režie Jaromír Pleskot
- 1991 A. Procházka: Klíče na neděli, Matka Jindřicha, režie Antonín Procházka j. h.

### Divadlo Radka Brzobohatého Praha
- 2002 Paula Vogel: Nejstarší řemeslo, Edna, režie Ľubomír Vajdička

## Filmografie

### Film
- 2005 Kousek nebe
- 2003 Kameňák 2 [dabing babky Kropáčkové]
- 1999 Z pekla štěstí [dabing babky na tržišti]
- 1995 Fany
- 1980 Za trnkovým keřem
- 1976 Beethoven (produkce NDR)
- 1975 Pomerančový kluk
- 1974 Hodíme se k sobě, miláčku…?
- 1974 Noc oranžových ohňů
- 1973 Počkám, až zabiješ
- 1973 Výstřely v Mariánských Lázních
- 1972 Aféry mé ženy
- 1972 …a pozdravuji vlaštovky
- 1972 Rodeo
- 1971 Klíč
- 1966 Flám
- 1963 Naděje
- 1961 Ledové moře volá
- 1960 Práče
- 1959 Král Šumavy
- 1958 Žižkovská romance
- 1956 Proti všem
- 1955 Rudá záře nad Kladnem
- 1954 Na konci města
- 1953 Komedianti
- 1952 Usměvavá zem
- 1951 Císařův pekař a pekařův císař
- 1950 Malý partyzán
- 1950 Vstanou noví bojovníci

### Televize
- 2009 Vyprávěj (TV seriál)
- 2006 Horákovi (TV seriál)
- 2005 Eden (TV seriál)
- 2005 Ordinace v růžové zahradě (TV seriál)
- 2004 Pojišťovna štěstí (TV seriál)
- 2002 Černá slečna, slečna Černá (TV film)
- 2000 Vlci ve městě (TV film)
- 1992 Kráva (TV film)
- 1991 Útěk do vězení (TV film)
- 1989 Jmenuji se po tátovi (TV film)
- 1989 Případ pro zvláštní skupinu (TV seriál)
- 1989 Útěk ze seriálu (TV film)
- 1986 Pohádka o lidské duši (TV inscenace)
- 1986 Území strachu (TV inscenace)
- 1985 Slavné historky zbojnické (TV seriál)
- 1985 Václava Kašpara den pátý (TV film)
- 1984 Maryša (TV inscenace)
- 1979 Příbuzenstvo (TV film)
- 1977 Poslední exil (TV film)
- 1977 Nemocnice na kraji města (TV seriál)
- 1976 První housle (TV film)
- 1975 Ať hodí kamenem (TV film)
- 1975 Nejmladší z rodu Hamrů (TV seriál)
- 1974 Ohnivý máj (TV inscenace)
- 1972 Zlý dům (TV film)
- 1971 Bitva (TV inscenace)
- 1971 Král Hamlet (TV inscenace)
- 1971 Hlavní přelíčení (TV film)
- 1971 Lidé na křižovatce (TV film)
- 1970 Višňový sad (divadelní záznam)